# Bataille du col de Motien
Guerre russo-japonaise
Batailles
- Port-Arthur (1re)
- Chemulpo
- Yalou
- Nanshan
- Te-li-Ssu
- Incident du Hitachi Maru
- Col de Motien
- Tashihchiao
- Port-Arthur (2e)
- Hsimucheng
- Mer Jaune
- Ulsan
- Korsakov
- Liaoyang
- Cha-Ho
- Sandepu
- Mukden
- Tsushima
- Invasion de Sakhaline

La bataille du col de Motien (得利寺の戦い, Matenrei-no-tatakai) est un petit affrontement terrestre de la guerre russo-japonaise qui eut lieu le 10 juillet 1904. Elle avait pour objectif le contrôle d'une passe de montagne stratégique entre la côté et la ville de Liaoyang.

## Mouvements préliminaires
Le général russe Fiodor Keller (en) remplace Mikhaïl Zassoulitch (en) à la tête de la force orientale après la défaite de la bataille du fleuve Yalou. Ses forces comptent 25 000 hommes et tiennent le col de Motien au milieu de la péninsule du Liaodong sur la route principale entre Antung et Liaoyang. Keller, ami fidèle du général Alexeï Kouropatkine et élève du général Mikhaïl Skobelev, remarque que la stratégie japonaise est la même que durant la première guerre sino-japonaise, c'est-à-dire que les trois armées japonaises convergent sur Haicheng, comme dix ans auparavant. Kouropatkine confirme, et afin de fortifier sa position sur Haicheng, commence une série de mouvements de troupes complexes et confus, cherchant à combler les lacunes réelles ou imaginaires de sa ligne de défense. Keller, déjà affaibli par la perte d'hommes lors de la bataille de Te-li-Ssu, est forcé d'abandonner deux régiments pour les défenses de Kouropatkine à Haicheng.
La 1re armée japonaise du général Kuroki Tamemoto fait une pause à Fenghaungshang (actuelle ville de Fengheng) du 2 au 8 juillet pour attendre de l'approvisionnement et des renforts. Il décide d'attaquer le 9 juillet ce qui est, par coïncidence, le jour où Keller reçoit l'ordre de Kouropatkine de lui envoyer un autre régiment pour les défenses de Haicheng.
Pour tenir le col stratégique de Motien, les Russes disposent de trois régiments d'infanterie, trois batteries d'artillerie, et d'un régiment de cosaques. À l'ouest se trouve un régiment de réserve soutenu par une brigade de cosaques. Durant la nuit du 8 au 9 juillet, les forces japonaises avancent le long d'un chemin non surveillé derrière l'aile droite des Russes. Cette troupe est soutenue par des mitrailleuses Maxim et de l'artillerie de montagne. Un autre groupe, équipé de sandales de paille japonaises pour marcher discrètement, avance sans être détecté jusqu'à l'aile gauche des Russes.

## La bataille
La bataille commence à 5h15 le 10 juillet avec une attaque japonaise frontale directe qui vacille cependant vers 7h00 face au feu de l'artillerie russe. Néanmoins, à 8h00, les Russes se retrouvent encerclés par les attaques de flanc japonaises. À 10h00, ils se replient vers Hsimucheng (actuelle ville de Ximu).

## Suites
Les Japonais avancent jusqu'au col de Motien le 13 juillet. Les pertes des deux côtés sont relativement faibles, et les historiens se sont plus tard demandé la raison qui a poussé Keller (connu pour ses compétences) à abandonner une position stratégique et facilement défendable après si peu de résistance. Il n'a laissé aucune note et meurt peu après des suites d'une blessure provoquée par un éclat d'obus japonais durant une contre-attaque malheureuse pour reprendre le col.